# Antoine de Saint-Paul
Pour les articles homonymes, voir Saint-Paul.
Antoine de Saint-Paul, également écrit Saint-Pol, (vers 1550 - 25 mars 1594) est un noble et militaire français, maréchal de la Ligue en 1593.

## Biographie
Son grand-père, Antoine Ier, est seigneur de Villers-Templon. Son père, Antoine II, ayant considérablement agrandi le patrimoine familial, était seigneur de Danneron, Bussy, Hourry, Chercotte, Bourlandouin et avait épousé Jeannes de Pradines.
Au début des années 1580, Antoine III épouse Gabrielle de Poisieux, fille de Michel, baron d’Anglure, chevalier de l’Ordre du Roi et gentilhomme ordinaire de sa chambre, et d’Anne de Baudoche. Il a pour enfants :
- Charlotte, qui épousa en 1608 Charles de Brouilly, baron de Courtoisement, gentilhomme de la chambre de monseigneur le prince de Condé, puis vicomte de Villers-Hélon ;
- Renée, qui épousa Jacques de Montbeton, écuyer, vicomte de Selles.

Vers 1575, Antoine était entré au service de Guise. En 1583, son maître le nomme lieutenant général de Reims. Au cours de l’hiver 1586-1587, il commande des troupes avec le titre de « mestre de camp du régiment de Champagne », et suit le duc de Guise jusqu’à la bataille d’Auneau. Après la disparition du duc (assassiné le 23 décembre 1588) et l’emprisonnement de son fils Charles, Mayenne lui accorde le pouvoir, le 8 janvier 1589, de gouverner la Champagne avec Chrétien de Savigny de Rosne.
Cet homme entreprenant chasse en quelques mois plusieurs troupes protestantes des Ardennes. Il rallie à sa cause, de gré ou de force, les villes de Reims, Épernay, Fismes, Château-Porcien, Mézières, Rocroi, Monthermé, Maubert-Fontaine et de nombreux bourgs et villages. Les combats s'amplifient encore après l'entrée en guerre, au mois d'août 1590, de Louis de Gonzague, duc de Rethel. Après l'accès au trône d'Henri IV, ce duc reste neutre pendant quelques mois, malgré les appels de la Ligue catholique, puis prend  parti pour le nouveau souverain et s'attaque aux troupes de cette Ligue menées dans la région par Antoine de Saint-Paul. Le 24 octobre 1590, Louis de Gonzague  massacre 600 ligueurs dans le cimetière et l'église Saint-Martin de Poix. En juillet 1591, les troupes de Saint-Paul prennent leur revanche en s'emparant du château d'Omont qui appartient à ce Duc de Rethel. 
Chef militaire talentueux, Antoine de Saint-Paul est élevé au grade de maréchal de la Ligue par lettres du duc de Mayenne données à Soissons le 21 juillet 1593 ; il prête serment le 22 devant le Parlement de Paris.
Le Maréchal de Saint-Paul décide de faire de Mézières un bastion catholique. Il fait raser le tiers est de la ville en y construisant une citadelle d’avril 1591 à octobre 1593 pour protéger la cité d’une attaque d’Henri de la Tour Vicomte de Turenne époux de Charlotte de la Marck propriétaire de Sedan. 
Antoine ayant fait bâtir aux portes de Reims un fort gardé par deux cents étrangers, les habitants de Reims se plaignirent au duc de Guise de la conduite de Saint-Paul et demandèrent la démolition du fort. Lorsque le duc lui en parla en mars 1594, il répondit avec audace, en mettant la main sur son épée, que le fort subsisterait et que la garnison serait maintenue. Indigné par cette insulte, le duc de Guise lui passe son épée à travers le corps.
Le corps du maréchal était enterré dans la chapelle Saint-Éloi de l’église paroissiale Notre-Dame de Mézières. Son cœur était placé dans la chapelle du Rosaire de l'église des Jacobins à Reims.

## Armoiries
Son blason est gravé sur la dalle qui couvrait sa tombe. Il laisse encore voir ses armes consistant en un chevron et une cloche en pointe sans distinction d'émaux.